# International Data Corporation

Das Logo der IDC

International Data Corporation (IDC) mit Firmensitz im US-amerikanischen Needham ist ein international tätiges Marktforschungs- und Beratungsunternehmen auf dem Gebiet der Informationstechnologie und der Telekommunikation mit Niederlassungen in über 110 Ländern. IDC ist ein Geschäftsbereich der International Data Group (IDG), einem weltweit operierenden Unternehmen in den Bereichen IT-Publikationen, Forschung, Ausstellungen und Konferenzen.

## Unternehmensprofil
IDC ist ein Anbieter von Marktinformationen, Beratungsdienstleistungen und Veranstaltungen auf dem Gebiet der Informationstechnologie und der Telekommunikation. IDC analysiert und prognostiziert technologische und branchenbezogene Trends und Potenziale. IDC stellt laut eigener Aussage mit mehr als 1.000 Analysten in über 110 Ländern globale, regionale und lokale Expertisen für Kunden zu den verschiedensten Segmenten des IT-, TK- und Endverbraucher-Marktes zur Verfügung.

## Geschichte
IDC wurde 1964 von Patrick McGovern, einem Absolventen des MIT, gegründet.

## Niederlassungen
Der Hauptsitz des Unternehmens ist in Needham, Massachusetts, USA. Die für Deutschland und die Schweiz zuständige Niederlassung IDC Central Europe GmbH hat ihren Hauptsitz in Frankfurt am Main, ein weiteres Büro befindet sich in München, IDC Austria sitzt in Wien.